# Иванова, Лина Игоревна
Ли́на И́горевна Ивано́ва (род. 30 июня 1986, Грузинская ССР) — российская актриса театра, кино и озвучивания.

## Биография
Родилась 30 июня 1986 года в Грузинской ССР. В 1990 году семья переезжает в Москву. Там она занималась в музыкальной школе по классу фортепиано.
С 9 до 15 лет была актрисой в Детском музыкальном театре юного актёра. По её словам, чаще ей давали роли «девчонок-сорванцов». В театре повстречалась с Анатолием Костричкиным, мать которого работала переводчиком фильмов и посоветовала на пробы в дубляже фильма «Дети шпионов». В итоге Иванову утвердили, с этой работы и началась её карьера в дубляже. Наиболее известный персонаж, озвученный Линой — Гермиона Грейнджер (роль Эммы Уотсон) из серии фильмов о Гарри Поттере.
В 2006 году окончила эстрадный факультет ГИТИСа по специальности «актриса театра и кино» (мастерская Валерия Гаркалина). Играла в Государственном театре киноактёра в спектакле «Белла Чао». Также играет в спектакле «Optimus mundus».
Замужем за актёром и барабанщиком Иваном Литвиненко. Есть дочь Марфа.

## Фильмография
- 2008 — «Переоценка» (короткометражный) — Девочка[7]
- 2009 — «Меч» — Марина Вершинина (19-я серия «Бой»)
- 2010—2011 — «Наши соседи» — Света
- 2011 — «Дело Крапивиных» — Настя (фильм № 7 «Стрелы Амура»)
- 2012 — «Катина любовь 2» — Ира Резнова

## Дубляж

### Фильмы

#### Эмма Уотсон
- 2001 — «Гарри Поттер и философский камень» — Гермиона Грейнджер[8]
- 2002 — «Гарри Поттер и Тайная комната» — Гермиона Грейнджер[8]
- 2004 — «Гарри Поттер и узник Азкабана» — Гермиона Грейнджер[8]
- 2005 — «Гарри Поттер и Кубок огня» — Гермиона Грейнджер[8]
- 2007 — «Гарри Поттер и Орден Феникса» — Гермиона Грейнджер[8]
- 2009 — «Гарри Поттер и Принц-полукровка» — Гермиона Грейнджер[8]
- 2010 — «Гарри Поттер и Дары Смерти: часть 1» — Гермиона Грейнджер[8]
- 2011 — «Гарри Поттер и Дары Смерти: часть 2» — Гермиона Грейнджер[8]
- 2012 — «Хорошо быть тихоней» — Сэм[8]
- 2013 — «Конец света 2013: Апокалипсис по-голливудски» — Эмма Уотсон[8]
- 2019 — «Маленькие женщины» — Мег Марч[источник не указан 342 дня]

#### Шейлин Вудли
- 2014 — «Дивергент» — Беатрис (Трис) Прайор[6]
- 2015 — «Дивергент, глава 2: Инсургент» — Беатрис (Трис) Прайор[6]
- 2016 — «Дивергент, глава 3: За стеной» — Беатрис (Трис) Прайор[6]
- 2016 — «Сноуден» — Линдси Миллс[6]

#### Другие фильмы
- 2001 — «Дети шпионов» — Кармен Кортес (Алекса Вега)[6]
- 2008 — «Миллионер из трущоб» — Латика (Фрида Пинто)[6]
- 2015 — «Кэрол» — Терез Беливет (Руни Мара)[6]
- 2016 — «Люди Икс: Апокалипсис» — Ороро Монро / Шторм (Александра Шипп)[9]
- 2016 — «Дэдпул» — Сверхзвуковая боеголовка (Брианна Хильдебранд)

### Телесериалы
- 2015 — 2019 — «Игроделы» — Кензи Белл (Мадисин Шипман)[10]

### Мультфильмы
- 2011 — «Гномео и Джульетта» — Джульетта[11]
- 2020 — «Губка Боб в бегах» — маленький Сквидвард, второстепенные роли[12]
- 2021 — «Мой шумный дом: Фильм» — Линкольн Лауд, Герцог[13]
- 2021 — «My Little Pony: Новое поколение» — Вжух[14]
- 2022 — «Семья шпиона» — Йор Форджер (Брайер)[15]
- 2023 — «Семья шпиона (2 сезон)» — Йор Форджер (Брайер)[16]

### Озвучивание компьютерных игр
- 2015 — Ведьмак 3: Дикая Охота — Ивасик[17]
- 2016 — Overwatch — Трейсер[18]
- 2018 — Detroit: Become Human — Кэра[19]
- 2019 — Lost Ark — Маленький Аман (Флечче)[20]
- 2021 — Outriders — Шира Гутманн[21]
- 2021 — Ratchet & Clank: Rift Apart — Ривет[22]
- 2024 — Arknights — Leto[источник не указан 39 дней]

## Озвучивание мультфильмов
- 2018 — «Котёнок с улицы Лизюкова 2» — Кенгурёнок
- 2018 — «Два Хвоста» — Вася
- 2018 — н.в. — «Оранжевая корова» — мама Муси
- 2018 — «Принцесса и Дракон» — гном Умник
- 2019 — «Снежная Королева 4: Зазеркалье» — Герда
- 2019 — н.в. — «Лекс и Плу: Космические таксисты» — Триша
- 2021 — «Чуч-Мяуч» — мама Арина
- 2021 — «От винта 2» — Лина
- 2021 — «Команда Флоры» — Лиана Лиа / Перекати-поле Скаут
- 2021 — «Крутиксы» — Сники
- 2021 — «Ну, погоди! Каникулы» — Косуля Уля / Лиса

## Клипы
- 2016 — NEOPOLEON — When The Morning Comes (OST Пятница)[23]